# Bobartia fasciculata
Bobartia fasciculata är en irisväxtart som beskrevs av Margaret Clark Gillett och P.Arne K. Strid. Bobartia fasciculata ingår i släktet Bobartia och familjen irisväxter. Inga underarter finns listade i Catalogue of Life.